# Anhinga
Anhinga is een geslacht van vogels uit de familie van de slangenhalsvogels (Anhingidae). De wetenschappelijke naam van het geslacht is voor het eerst geldig gepubliceerd in 1760 door Mathurin Jacques Brisson.

## Kenmerken
Slangenhalsvogels lijken op aalscholvers maar ze verschillen daarvan door hun smalle scherpe snavel, een lange, reigerachtige nek, een ander verenkleed en een langere staart. Ze behoren niet tot de aalscholverfamilie, maar ze zijn wel in dezelfde orde ondergebracht als de aalscholvers.
De Amerikaanse slangenhalsvogel verschilt het meest van de overige drie soorten door onder andere het ontbreken van een kastanjebruine hals. In de vorige eeuw werden de Afrikaanse slangenhalsvogel (A. rufa) en de Australische slangenhalsvogel (A. novaehollandiae) nog als ondersoorten beschouwd van de Indische slangenhalsvogel (A. melanogaster).

## Verspreiding
Slangenhalsvogels hebben een groot verspreidingsgebied dat reikt van de Nieuwe Wereld via Afrika, het Indische Subcontinent, de Indische Archipel tot Nieuw-Guinea en Australië.

## Soorten
De volgende soorten zijn bij het geslacht ingedeeld:
- Anhinga anhinga − Amerikaanse slangenhalsvogel
- Anhinga melanogaster − Indische slangenhalsvogel
- Anhinga novaehollandiae − Australische slangenhalsvogel
- Anhinga rufa − Afrikaanse slangenhalsvogel